# BlaBlaCar Bus
BlaBlaCar bus, anteriormente BlaBlaBus, Ouibus o iDBUS, opera servicios de autocar en Europa. Actualmente, BlaBlaCar Bus presta servicios en Aix-en-Provence, Ámsterdam, Barcelona, Bruselas, Génova, Lille, Londres, Lyon, Marsella, Milán, Niza, París, el Aeropuerto de París-Charles de Gaulle, San Sebastián y Turín. La red de rutas se va ampliando progresivamente. BlaBlaCar Bus tiene tres centros principales; París-Bercy, Lyon-Perrache y Lille-Europa. Fundada en 2012 por SNCF, en noviembre de 2018 se anunció que sería comprada por BlaBlaCar y rebautizada como BlaBlaBus.

## Historia
iDBUS se lanzó el 23 de julio de 2012 con servicios a Ámsterdam, Londres y Bruselas desde el centro original de París-Bercy. El 29 de agosto de 2012 se puso en marcha un servicio nacional entre París y Lille.

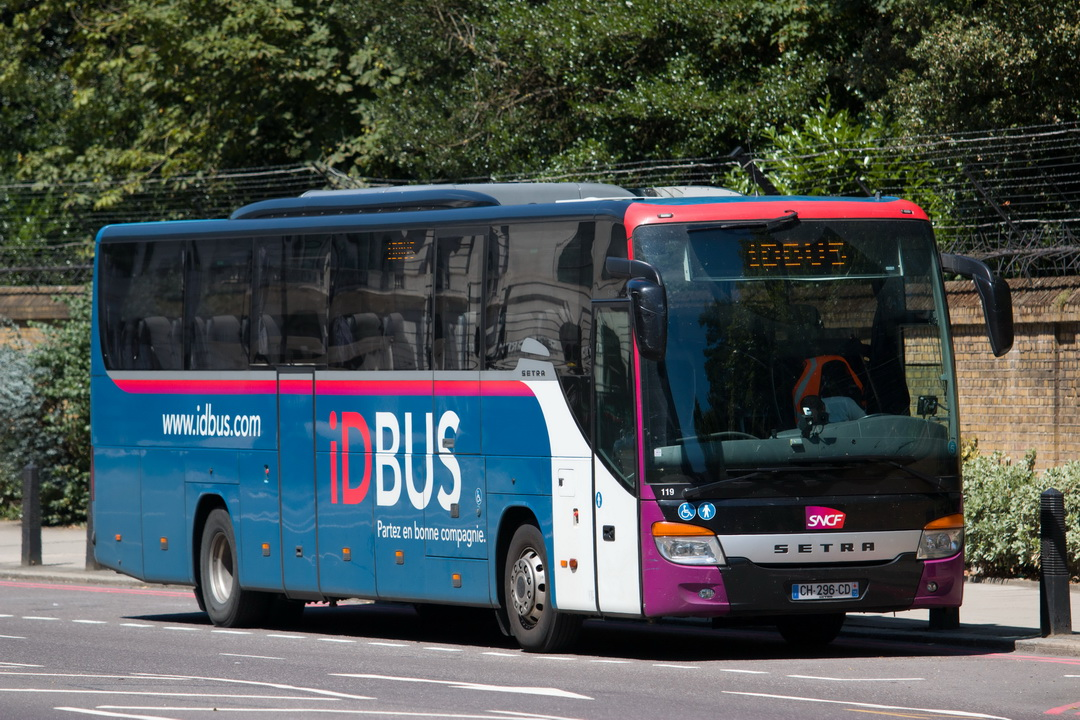
Un Setra que muestra el logotipo iDBUS anterior que se utilizó de 2012 a 2015

El 17 de diciembre de 2012 se creó un segundo centro en Lyon-Perrache para lanzar los destinos Milán y Turín. El 23 de mayo de 2013, iDBUS inició sus servicios entre Marsella y Niza, Génova y Milán. El 28 de abril de 2014, iDBUS lanzó un servicio desde Bruselas a Ámsterdam, Londres y el aeropuerto Charles de Gaulle.
El 1 de diciembre de 2014, iDBUS empezó a operar en Alemania, con un servicio desde París a Bruselas, Aquisgrán y Colonia. A partir del 15 de junio de 2015, iDBUS se expandió aún más en la región del Benelux, con la incorporación de Róterdam y Amberes a la red. En la misma fecha se inició una ruta de Londres a Lyon.
El 3 de septiembre de 2015, iDBUS pasó a llamarse Ouibus. En julio de 2016, se compró el negocio Starshipper.

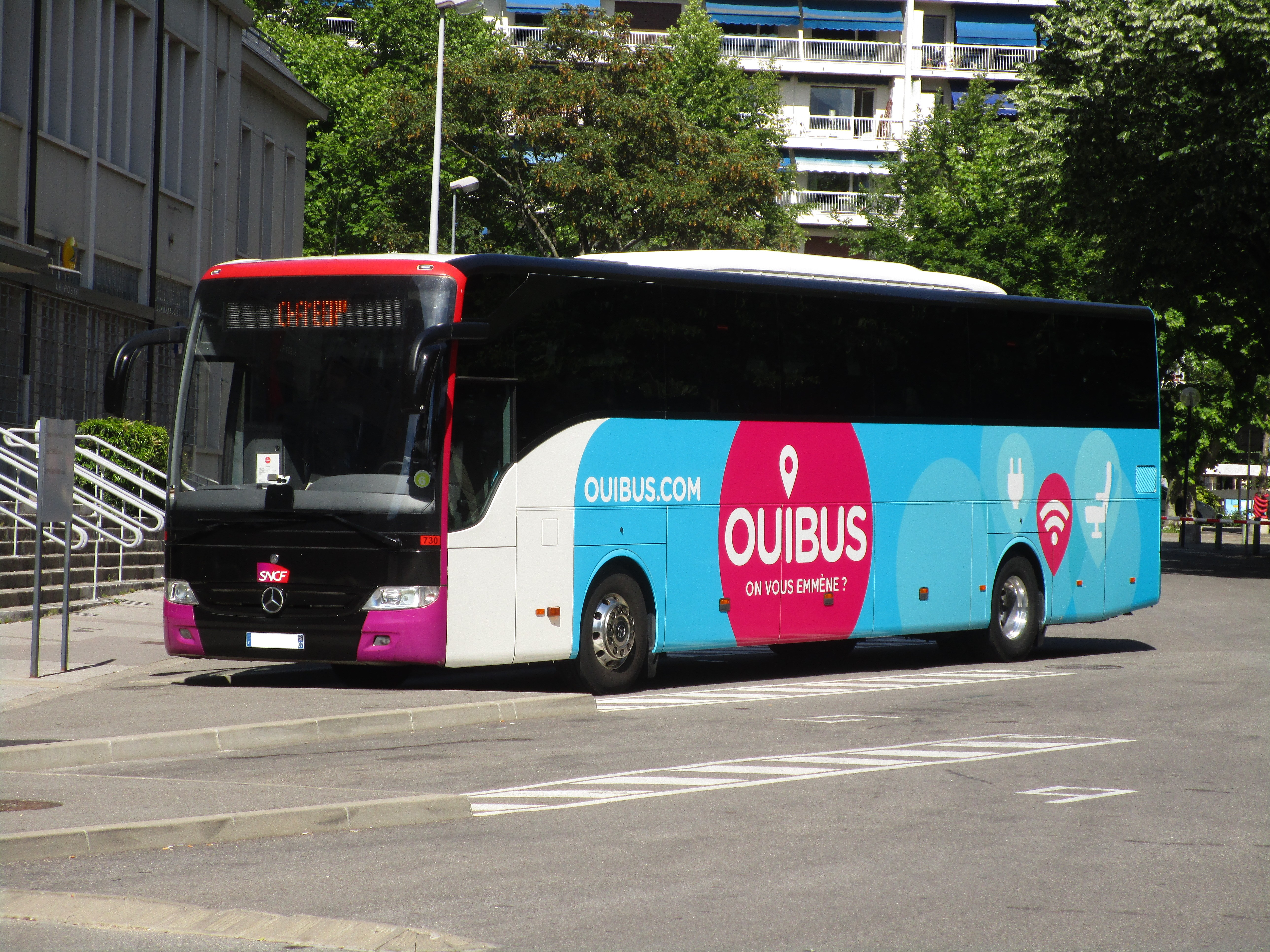
Un Mercedes-Benz Tourismo que muestra el logotipo anterior de Ouibus que se utilizó de 2015 a 2018

En febrero de 2018, Ouibus se asoció con ALSA y National Express. En noviembre de 2018, se anunció que BlaBlaCar compraría la empresa.
Al ingresar al mercado alemán en 2020, BlaBlaBus se convirtió en el primer gran competidor de Flixbus desde que esa empresa había logrado un casi monopolio en el mercado alemán de autobuses de larga distancia mediante la consolidación del mercado, fusiones y adquisición de competidores.

## Resultados financieros
Durante el primer ejercicio de 2012, SNCF-C6 registró un volumen de negocios de alrededor de 2 millones de euros. El resultado fue un déficit de 16,6 millones de euros, que se explica en parte por el inicio de la actividad y las inversiones necesarias, en particular para la compra de la flota de autocares.
Desde 2013, esta empresa no ha tenido ni un solo ejercicio rentable, acumulando un déficit de 166 millones de euros.
| Año  | Cifras     | Cargos     | Resultados  |
| ---- | ---------- | ---------- | ----------- |
| 2017 | 55 306 400 | 94 669 300 | −36 094 700 |
| 2016 | 45 713 100 | 90 361 000 | −45 675 700 |
| 2015 | 25 579 000 | 66 277 000 | −40 713 100 |
| 2014 | 20 435 900 | 38 429 800 | −18 742 400 |
| 2013 | 12 709 900 | 37 384 800 | −24 841 800 |

## Accidente
El 10 de abril de 2022 se produjo un accidente cerca de Amberes, Bélgica. Dos ocupantes del autobús murieron instantáneamente, mientras que varios más quedaron en estado de peligro. El conductor del autobús dio positivo por drogas poco después del accidente. La policía también afirmó que el conductor del autobús era conocido por delitos relacionados con drogas en el pasado.